# تازيان بالا (مقاطعة بندر عباس)
تازیان بالا (بالفارسية: تازیان بالا) هي قرية تقع في إيران في قسم تازيان الريفي. يقدر عدد سكانها بـ 1,414 نسمة .